# دین بودیچ
دین بودیچ (انگلیسی: Dean Bowditch؛ زادهٔ ۱۵ ژوئن ۱۹۸۶) بازیکن فوتبال اهل بریتانیا است.
از باشگاه‌هایی که در آن بازی کرده‌است می‌توان به باشگاه فوتبال یئوویل تاون، باشگاه فوتبال میلتون کینز دونز، باشگاه فوتبال ایپسویچ تاون، باشگاه فوتبال برنتفورد، باشگاه فوتبال وایکام واندررز، باشگاه فوتبال برایتون اند هوو آلبیون، باشگاه فوتبال نورث‌همپتون تاون، و باشگاه فوتبال برنلی اشاره کرد.
وی همچنین در تیم‌های ملی فوتبال تیم ملی فوتبال زیر 16 سال انگلیس، زیر ۱۷ سال انگلستان، و زیر ۱۹ سال انگلستان بازی کرده‌است.